# 鉛星
鉛星是一顆低金屬量的恆星，和其他S-過程產生的恆星相比，鉛星的鉛和鉍豐度較高。
原本鉛星的存在只是AGB星核合成过程中模型的预测。van ECK等利用欧洲南方天文台发现有五颗星的铅豐度相对于其他重元素超丰，从而首次从观测上证实铅星的存在。